# 福井県道109号南横地芦原線
福井県道109号南横地芦原線（ふくいけんどう109ごう みなみよこじあわらせん）は福井県坂井市とあわら市を結ぶ一般県道である。

## 概要
福井県道30号福井丸岡線と福井県道101号三国金津線を結ぶ。嶺北北部を大きく縦断する道路なので、国道8号や国道305号の迂回路としても利用される。

### 路線データ
- 起点：福井県坂井市丸岡町南横地
- 終点：福井県あわら市上番

## 通過する自治体
- 福井県
  - 坂井市 - あわら市

## 接続道路
- 福井県道30号福井丸岡線（坂井市丸岡町南横地・磯部小西入口交差点、起点）
- 福井県道160号板倉高江線（坂井市丸岡町北横地・北横地南交差点）
- 福井県道10号丸岡川西線（坂井市丸岡町舟寄・舟寄1号橋西交差点 -＜重複＞- 同・舟寄1号橋東交差点）
- 福井県道106号三国丸岡停車場線（福井県道108号春江丸岡線重複）（坂井市坂井町宮領 -＜重複＞- 同地内）
- 福井県道106号三国丸岡停車場線（坂井市坂井町長畑）
- 福井県道29号福井金津線（坂井市坂井町蔵垣内・蔵垣内交差点）
- 福井県道154号高柳矢地線（坂井市坂井町東・大関公民館前交差点）
- 福井県道101号三国金津線（あわら市上番、終点）

## 沿線
- 新田義貞公墓所